# Santa Clara (Kuba)
Santa Clara je město na Kubě a hlavní město provincie Villa Clara. Nachází se ve středu Kuby a také samotné provincie. Santa Clara je páté nejlidnatější kubánské město s téměř 250 000 obyvateli.

## Demografie
V roce 2004 žilo ve městě 237 581 obyvatel. Město má rozlohu 514 km2 a hustotu zalidnění 462,2 obyvatel na km2.

## Významní lidé
- Rubén González (pianista)
- Miguel Díaz-Canel (politik)
- Gerardo Machado (politik a vojevůdce)

## Partnerská města
- Cali, Kolumbie
- Oviedo, Asturie, Španělsko
- Bloomington, Indiana, USA
- Čeboksary, Rusko
- São Carlos, stát São Paulo, Brazílie